# Adelaide Borghi-Mamo
Adelaide Borghi-Mamo (Bologna, 9 agosto 1829 – Bologna, 27 settembre 1901) è stata un mezzosoprano italiano.

## Biografia
Allieva di M. Festa, esordì a Urbino nel 1846 nel Giuramento di Mercadante. 
Sposatasi a Malta (1849) col tenore spagnolo Miguel Mamo, aggiungendo il suo cognome a quello del marito, il 27 dicembre 1851 è Malvina nella prima assoluta di Malvina di Scozia di Giovanni Pacini con Achille De Bassini al Teatro San Carlo di Napoli dove torna nel 1853 come la protagonista della prima assoluta di Statira di Mercadante con Raffaele Mirate, Azucena ne Il trovatore con Rosina Penco e Gaetano Fraschini e canta nella prima assoluta di Romilda di Provenza di Pacini con Fraschini e nel 1854 è Tremacoldo nel successo della prima assoluta di Marco Visconti di Errico Petrella con la Penco e Fraschini.

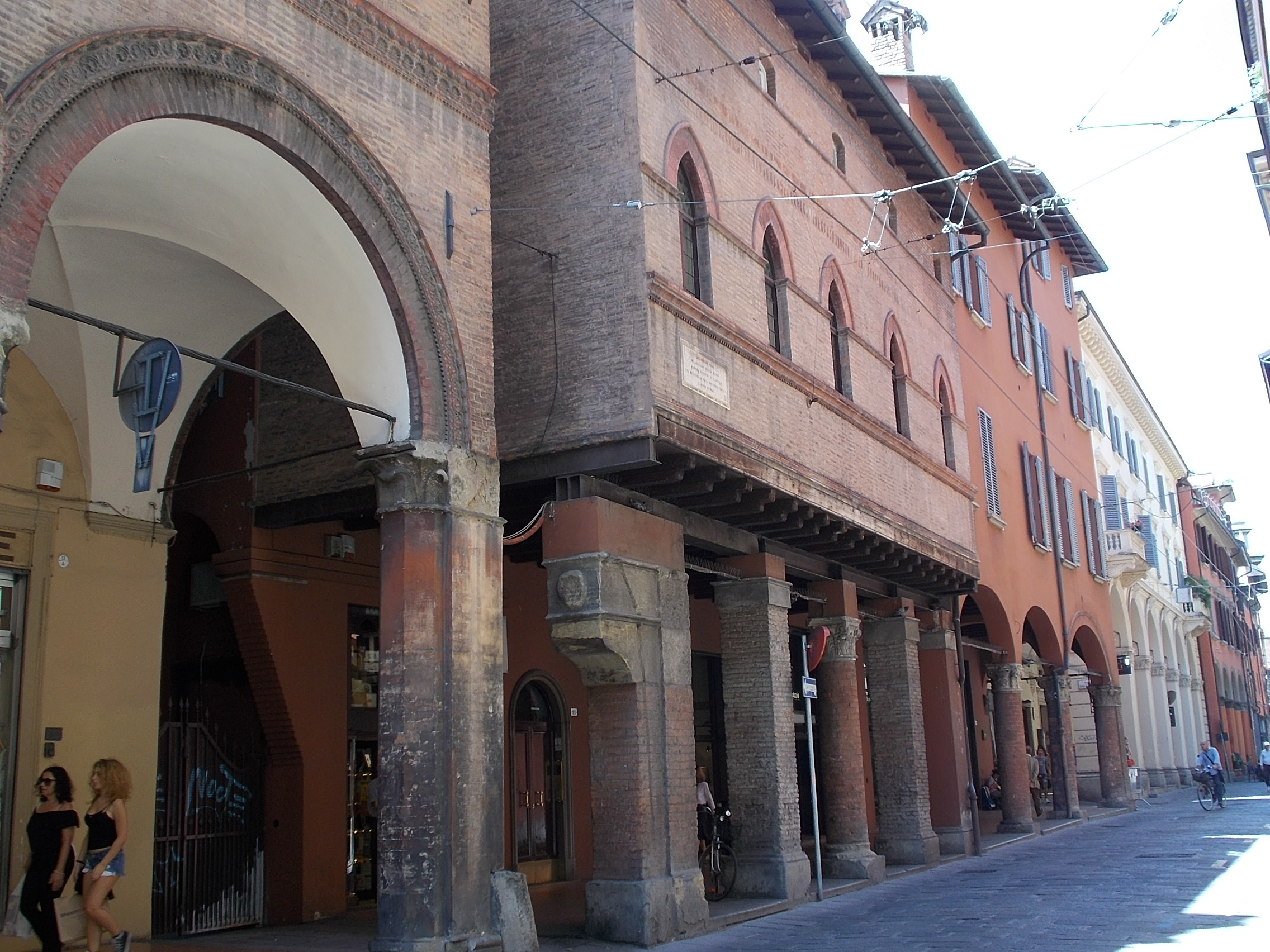
Palazzo Lupari, con la lapide dedicata ad Adelaide Borghi-Mamo

Al Teatro del Fondo di Napoli nel 1853 è Alina di Gaetano Braga e canta nella prima assoluta di L'alchimista di Lauro Rossi, e cantò a Vienna, fu quindi a Parigi al Théâtre-Italien (1854-56) il 23 dicembre 1854 è Azucena ne Il trovatore con Erminia Frezzolini e Francesco Graziani e il 30 gennaio 1855 è Leodato nella prima di L'ultimo dei Clodovei (seconda versione di Gli arabi nelle Gallie) di Pacini e all'Opéra (1856-60); in quest'ultimo anno cantò a Londra.
Il 24 dicembre 1854 a Parigi al termine del Trovatore ebbe la figlia Erminia con parto urgente, anche lei futura cantante lirica. Nel 1859 creò la parte d'Olympia nel capolavoro di Félicien David, l'Herculanum.
In seguito s'esibì per due stagioni alla Scala, dove prese parte alla prima rappresentazione dell'Espiazione (1861) e del Rienzi (1862) di Achille Peri; a Madrid, Genova e Venezia. Ritiratasi dalle scene nel 1875, si stabilì a Firenze, quindi a Bologna, nel nobile Palazzo Lupari in Strada Maggiore 11. Fra le sue maggiori interpretazioni: Favorita; Traviata, Trovatore; Semiramide, Cenerentola, Barbiere, Matilde di Shabran, Otello di Rossini; La reine de Chypre di Halévy.

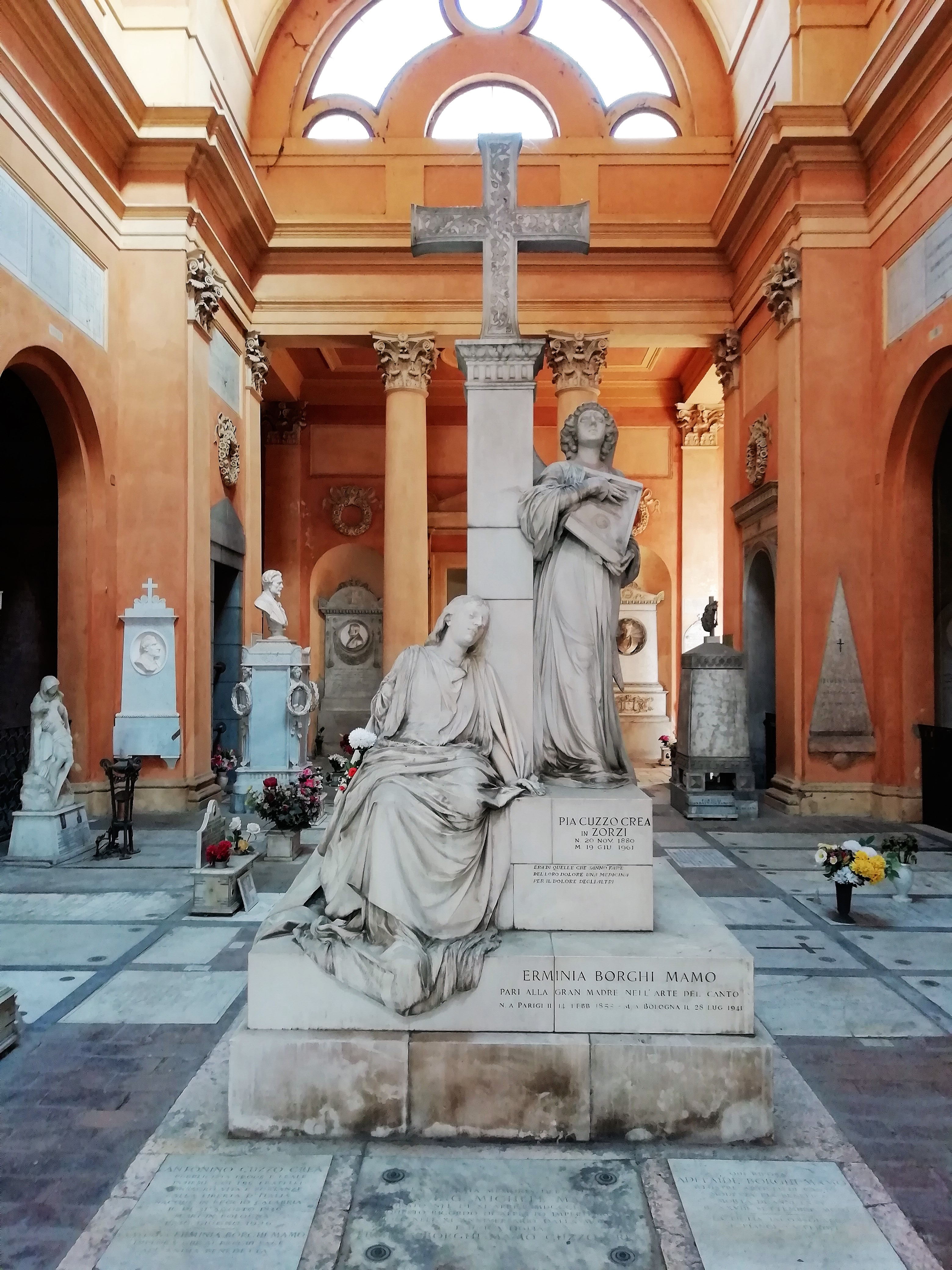
Monumento Borghi-Mamo di Enrico Barbieri.

È sepolta insieme alla figlia alla Certosa di Bologna, nella tomba di famiglia opera di Enrico Barberi, nella Galleria degli Angeli.

## Riconoscimenti
A Bologna, una lapide la ricorda sulla facciata della sua casa in Strada Maggiore 11, e le è intitolata una via nel quartiere Murri.
Un busto in gesso è conservato al Museo internazionale e biblioteca della musica.